# فدراسیون فوتبال ازبکستان
فدراسیون فوتبال ازبکستان(به ازبکی: O'zbekiston futbol federatsiyasi) نهاد اداره‌کننده فوتبال در ازبکستان است. این نهاد در سال ۱۹۴۶ پایه‌گذاری شده و اکنون عضو کنفدراسیون فوتبال آسیا است. در حال حاضر ریاست این نهاد بر عهده عبدالسلام عزیزوف می‌باشد.